# Julio Jaramillo
Julio Alfredo Jaramillo Laurido (Guayaquil, 1 d'octubre de 1935 – 9 de febrer de 1978), compositor i cantant equatorià, també conegut simplement com a «J.J.», o «El ruiseñor de América», fou intèrpret equatorià més destacat de pasillos.
Jaramillo va ser un dels pocs cantants equatorians que ha transcendit les fronteres del seu país, i assolí fama a tota l'Amèrica Llatina. Especialment reconegut per les seves interpretacions de pasillos equatorians, també interpretà boleros, valsos, tangos i ranxeres. Va marxar de l'Equador i va residir a Colòmbia, Veneçuela i Mèxic. El 1976 retornà a la seva Guayaquil natal, i s'hi instal·là, al costat de la seva esposa Nancy i el seu fill petit, en un departament del tradicional barri de Garay, lloc on residí fins a la seva mort.